# Wierzchy (Sikorki)
Wierzchy – osada wsi Sikorki w Polsce, położona w województwie zachodniopomorskim, w powiecie goleniowskim, w gminie Nowogard. Wchodzi w skład sołectwa Sikorki.
W latach 1975–1998 osada należała administracyjnie do województwa szczecińskiego. 